# ساحة دوربار كاتماندو

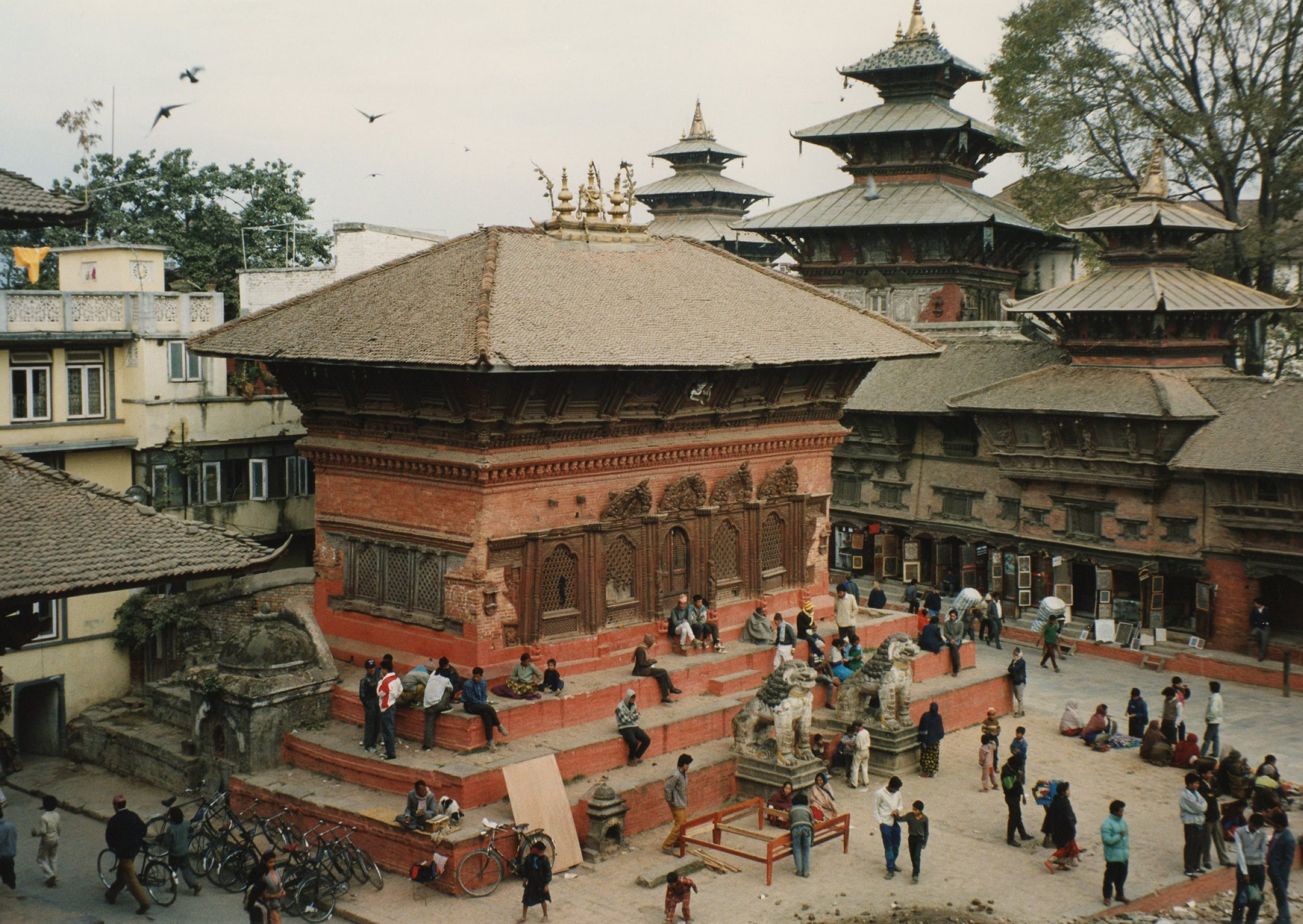

ساحة دوربار كاتماندو هي واجهة القصّر المَلكي القديم من مملكة كاتماندو القديمة، وهي واحدة من ثلاث ساحات دوربار (ساحات ملكيّة) في وادي كاتماندو في نيبال، وهي كُلها من مواقع التراث العالمي.
وانهارت العديد من المَباني في الساحة بسبب زلزال في 25 أبريل 2015، حيث كانت هذه المَباني تَعرض التصميم المعماري الرائع ومهارة الفنانيين والحرفيين على مدى قرون عِدة. القصر المَلكي كان بالأصل في ساحة داتارايا وانتقلت بعد ذلك إلى ساحة دوربار.

ساحة دوربار كاتماندو
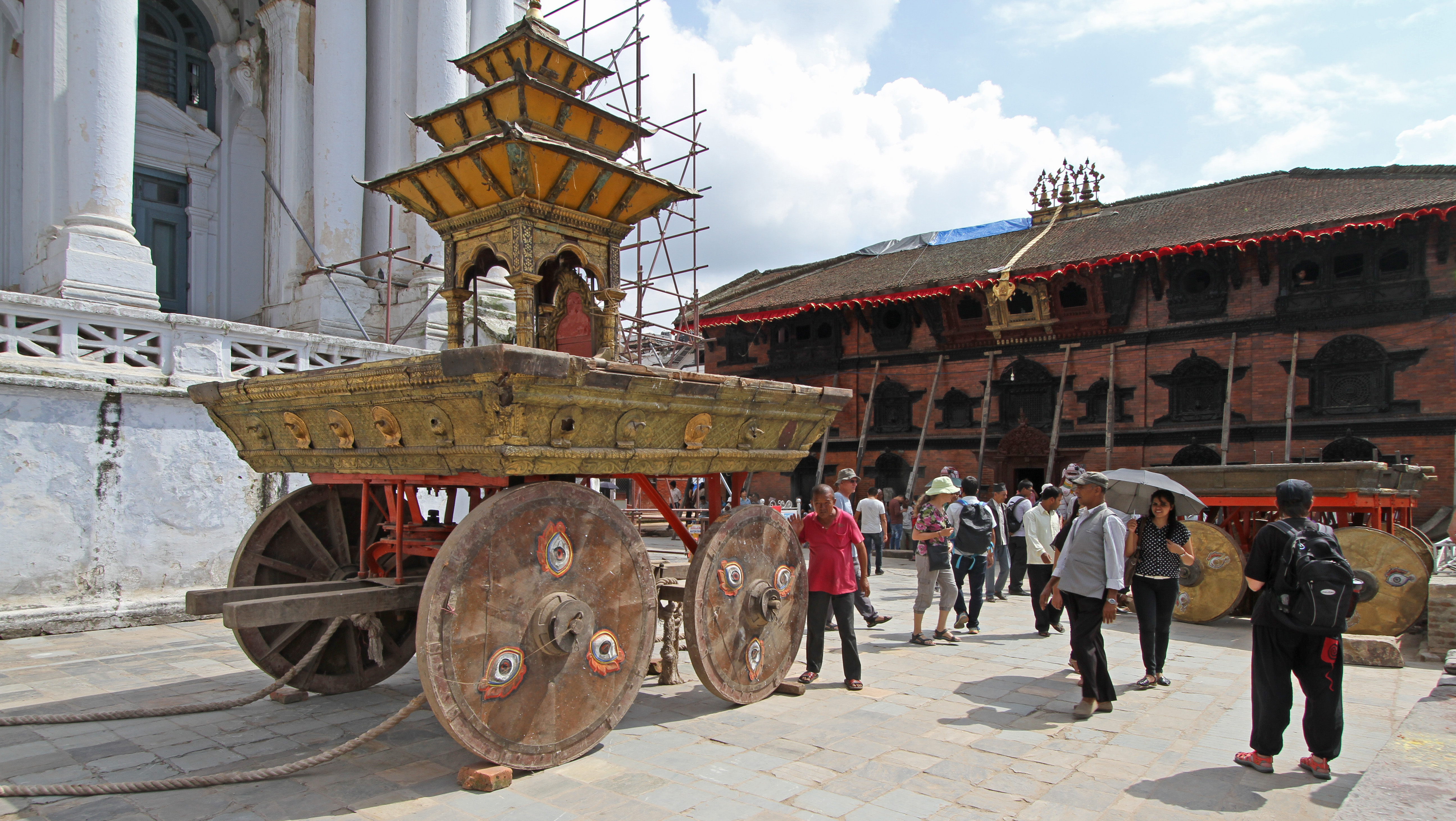
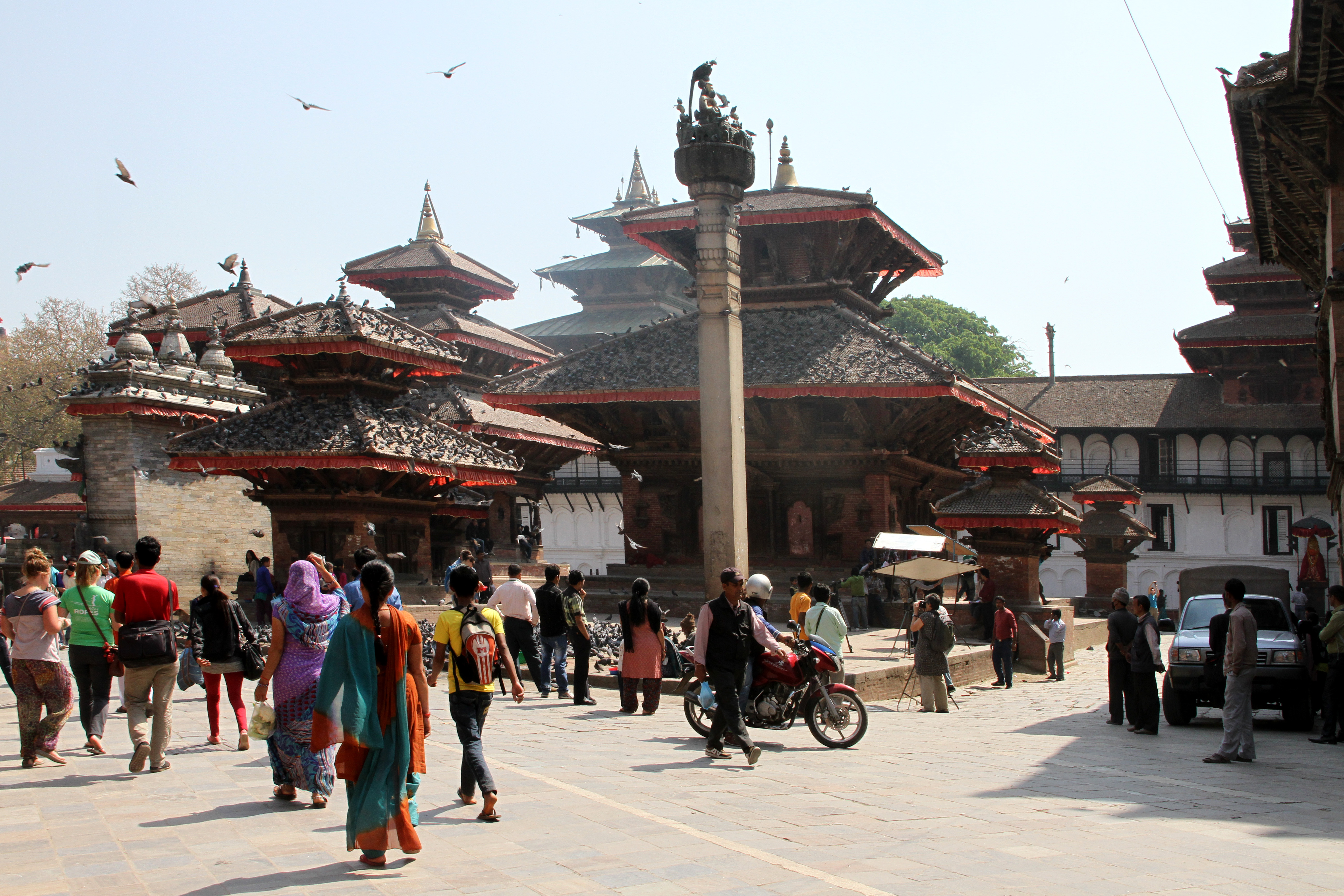
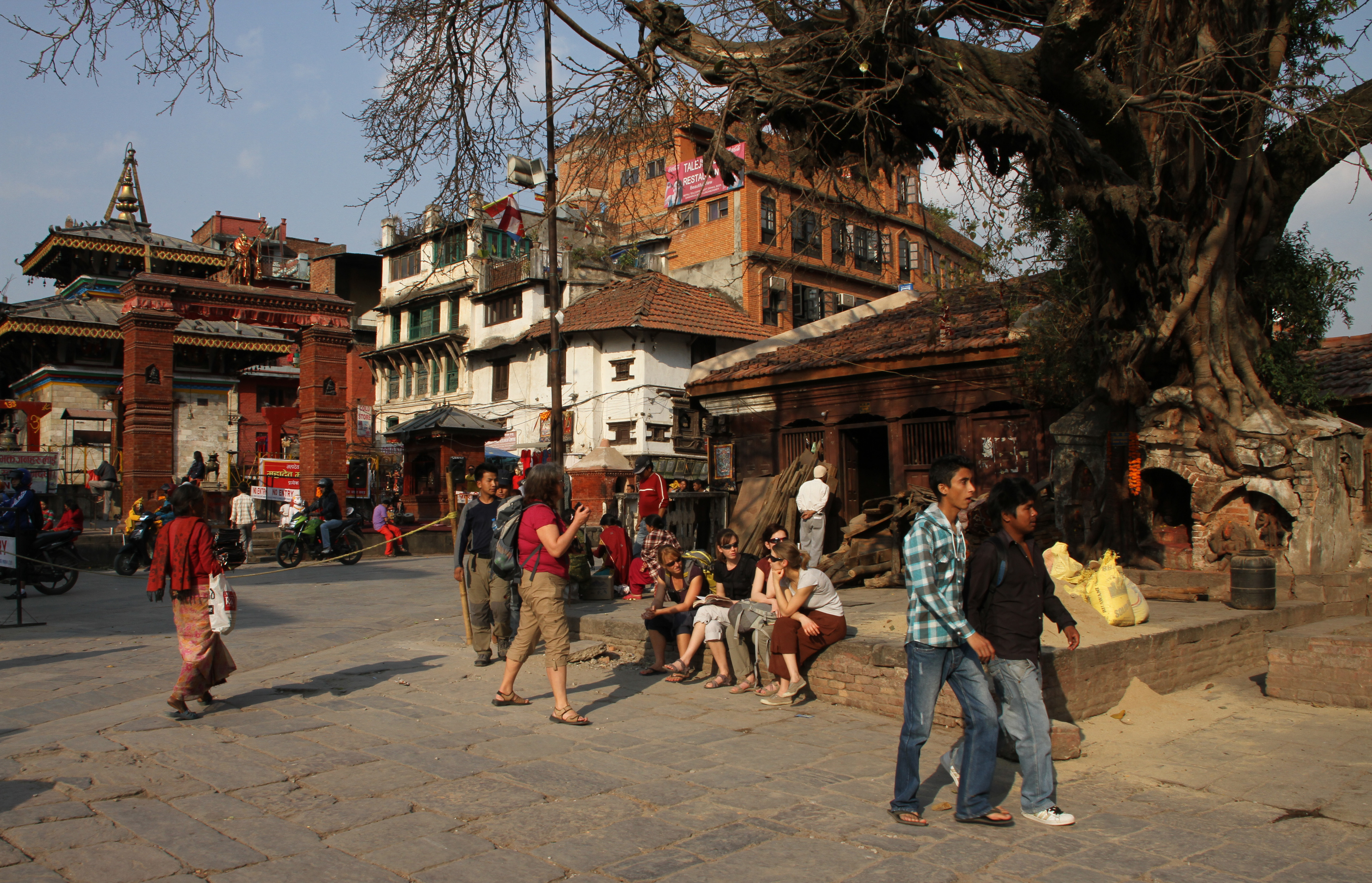
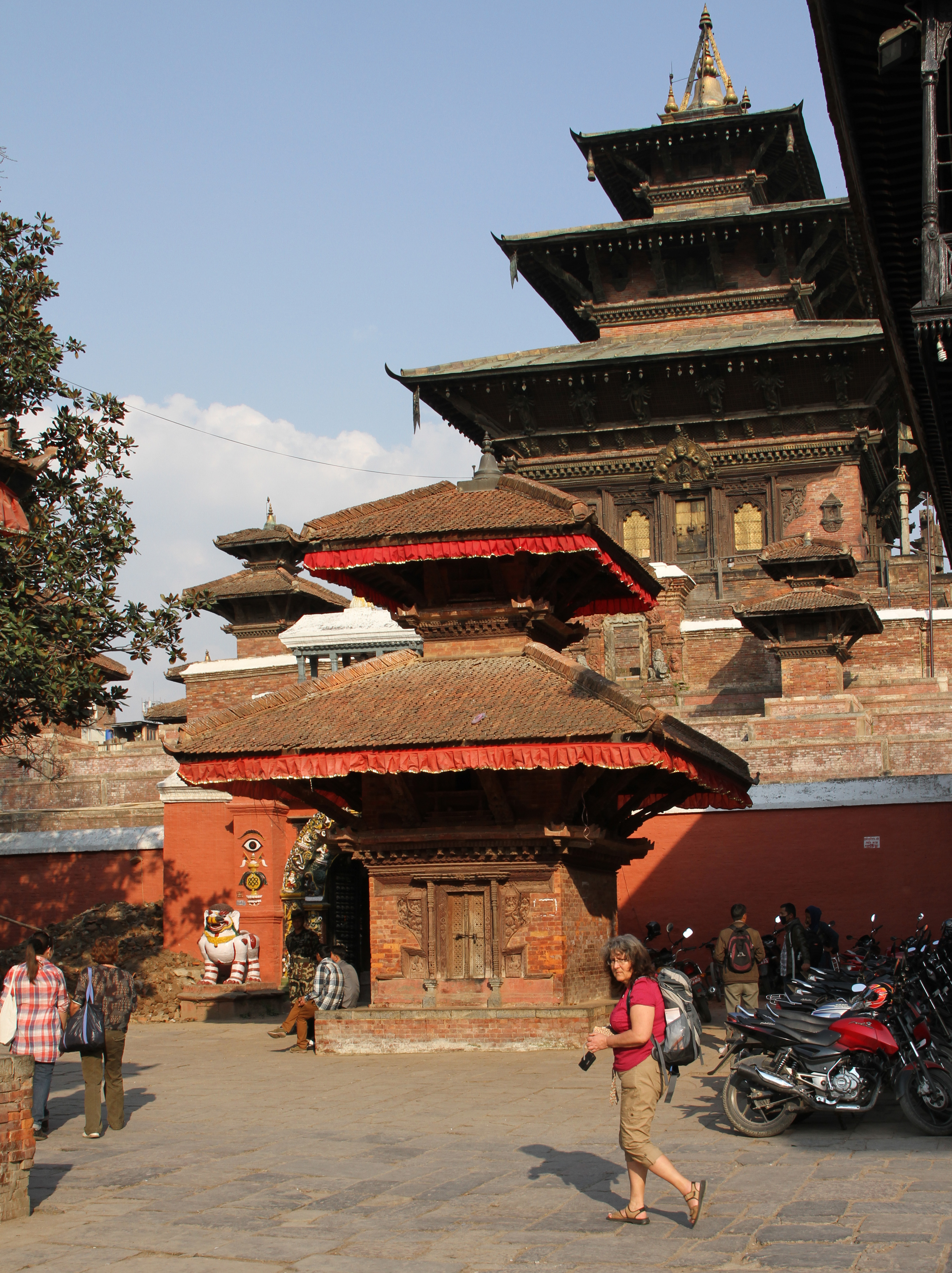
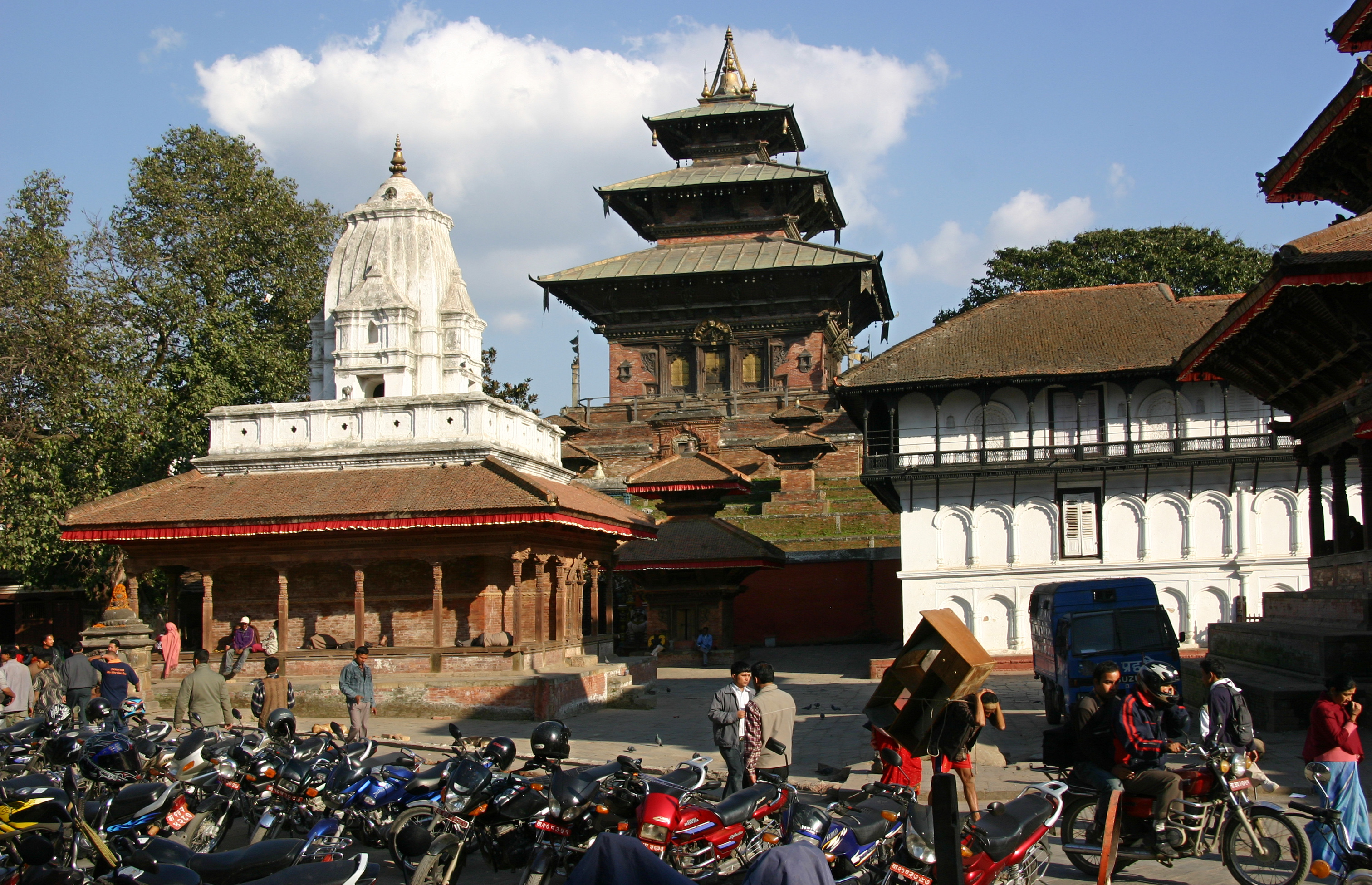
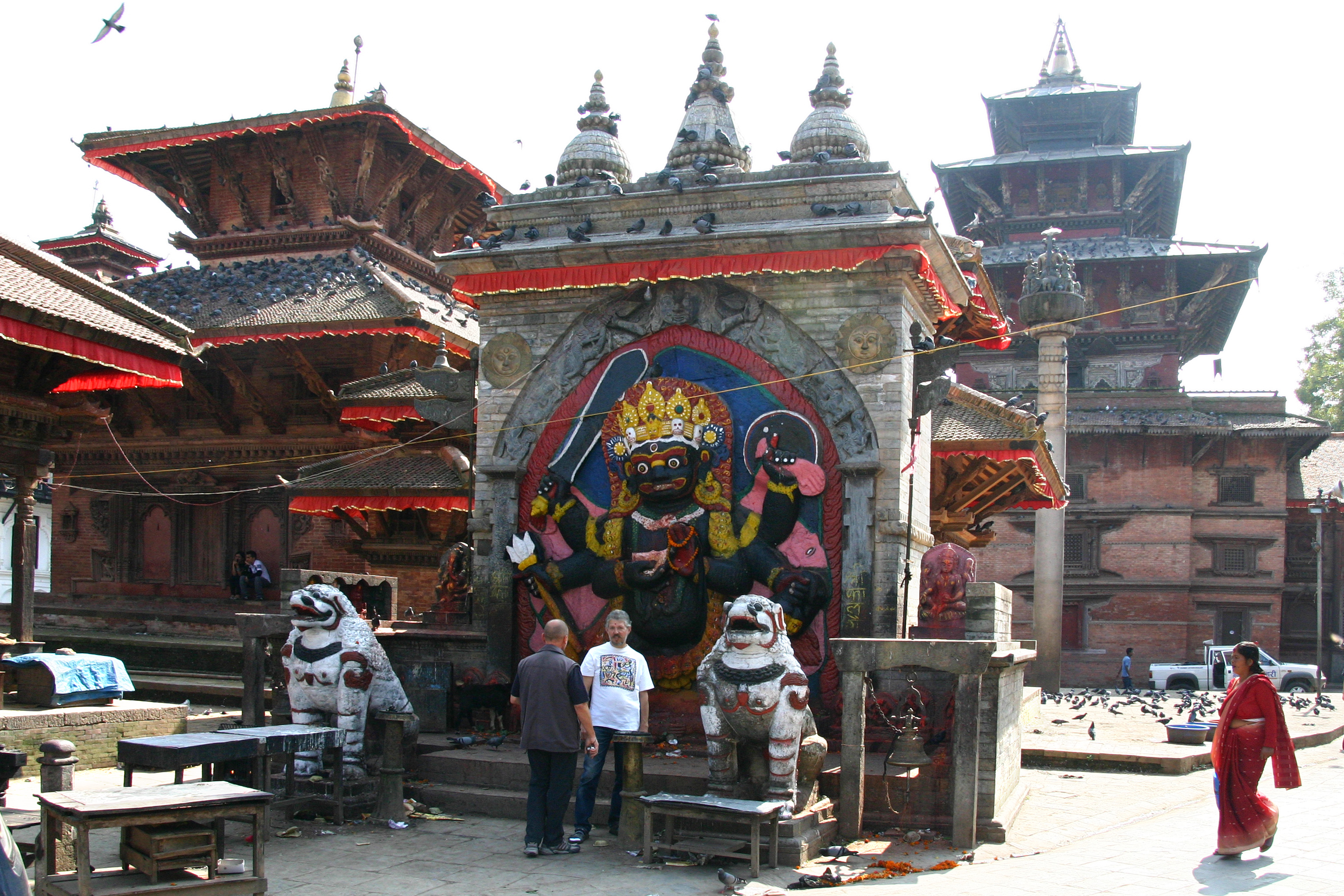
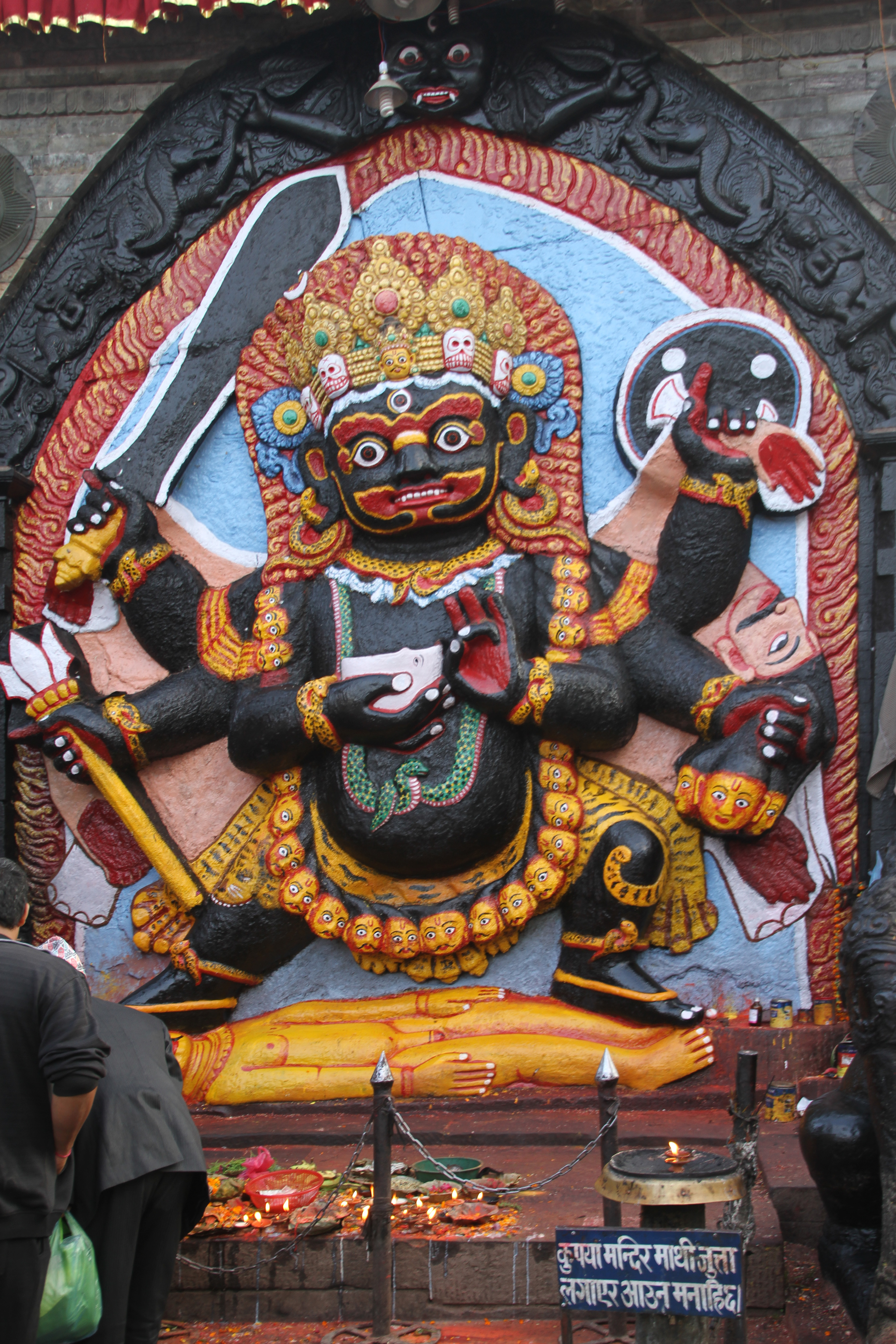
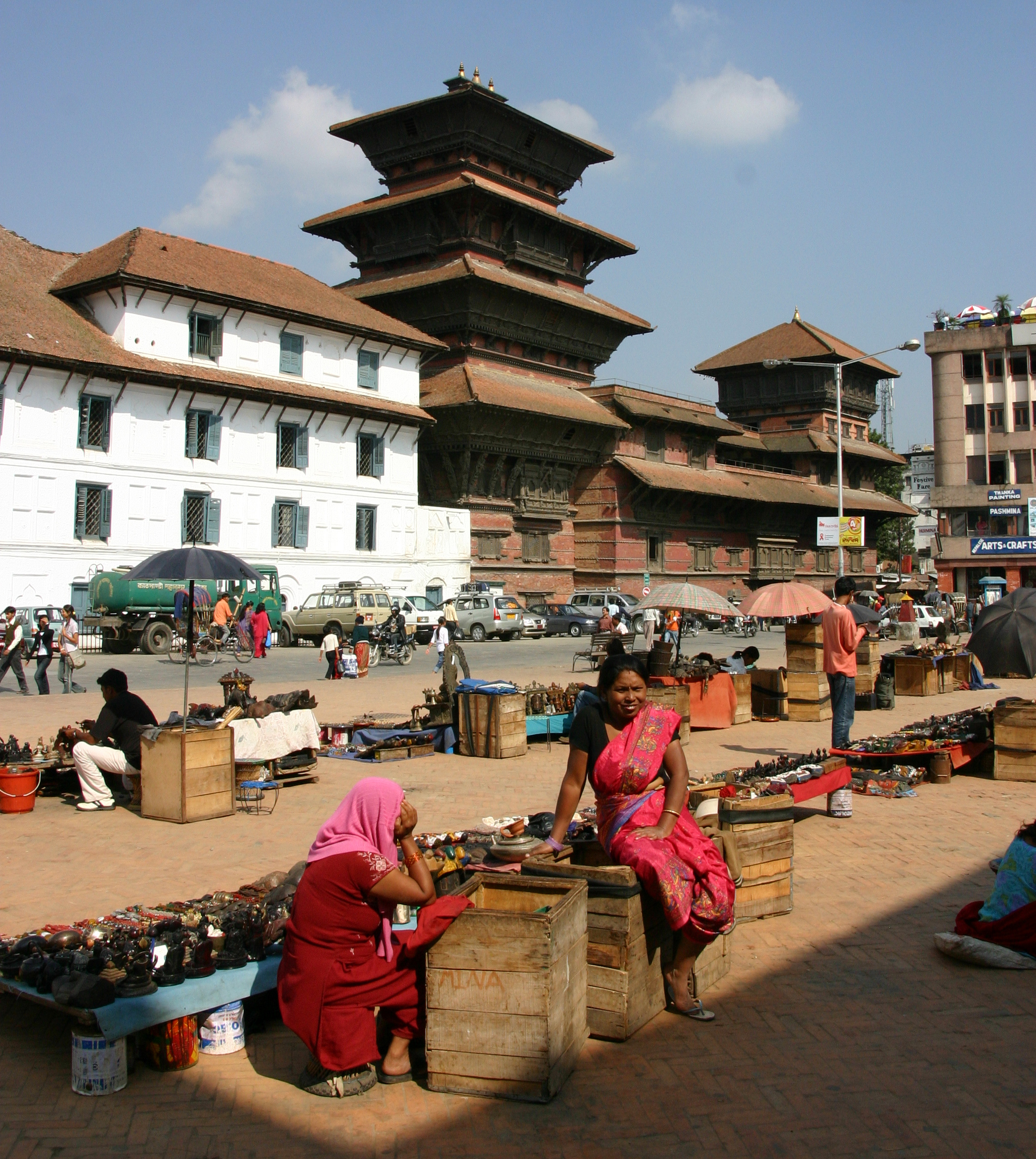